# Liste der australischen Botschafter in China
Die australische Botschaft befindet sich in der 21 Dong Zhi Men Wai Da Jie Chao Yang Qu, Peking.

## Geschichte
Schon 1942 war Frederic William Eggleston Gesandter der australischen Regierung bei Chiang Kai-shek in Chongqing. 1966, als antikommunistische Demonstration, vor dem Hintergrund des Vietnamkrieges eröffnete die australische Regierung eine Auslandsvertretung in Taipeh. Nach den Pariser Friedensgesprächen, dem Besuch von Henry Kissinger bei Mao Zedong reiste auch Gough Whitlam nach Peking und vereinbarte die Verlegung der Botschaft nach Peking.
| Ernannt       | Name                      | Bemerkungen | ernannt während der Regierung von | akkreditiert während der Regierung von | Posten verlassen |
| ------------- | ------------------------- | --- | --------------------------------- | -------------------------------------- | ---------------- |
| 1942          | Frederic Eggleston        | Chongqing (* 17. Oktober 1875 in Brunswick, Melbourne; 12. November 1954) | Arthur Fadden                     | Chiang Kai-shek                        |                  |
| 26. Nov. 1966 | Frank Bell Cooper         | Eröffnung einer Gesandtschaft in Taipeh durch Frank Bell Cooper (* 21. Januar 1920) Sohn von Hilda Mary und Rupert Frederick Cooper aus Victoria (Australien), heiratete am 11. August 1945 Marjorie J. Lovelett. Besuchte die Grammar School in Brighton (Victoria), Bachelor der Universität Melbourne studierte am Canberra University College (Dip Diplomatic Studies) 1941–1945: Sqdn Ldr Royal Australian Air Force, wurde in der Nos. 19 und 234 Sqdns. der Royal Air Force im European Theatre eingesetzt. Trat 1947 in den auswärtigen Dienst des Dept. Foreign Affairs wurde in London, Bonn, Singapur und Wien beschäftigt. 1964–1966: Geschäftsträger in Wien und Vertreter der australischen Regierung bei der Internationalen Atomenergiebehörde, 1970–1974: Staatssekretär im Außenministerium 1974–1977: Botschafter in Lissabon. 1978–1980: Staatssekretär im Verteidigungsministerium | John Gorton                       | Chiang Kai-shek                        | 1969             |
| 1969          | Hugh Alexander Dunn       | (* 1924) | John Gorton                       | Chiang Kai-shek                        | 1972             |
| Apr. 1973     | Stephen Arthur FitzGerald | (* 18. September 1938 in Hobart) 1966–1969: Resident Scholar at ANU, 1969–1971: Resident Fellow, Fellow 1972–1973. Head of Dept of Far Eastern | Gough Whitlam                     | Dong Biwu                              | Nov. 1976        |
| 22. Okt. 1976 | Gary Woodard              | C. G. Woodward im November 1976 akkreditiert | Malcolm Fraser                    | Song Qingling                          | 1980             |
| Apr. 1980     | Hugh Alexander Dunn       | | Malcolm Fraser                    | Ye Jianying                            | 1984             |
| 1984          | Dennis Walter Argall      | (* 7. Juli 1943) Sohn von Walter Argall | Bob Hawke                         | Li Xiannian                            | 1985             |
| 1985          | Ross Gregory Garnaut      | (* 28. Juli 1946 in Perth) | Bob Hawke                         | Li Xiannian                            | 1988             |
| 1988          | David Sadleir             | | Bob Hawke                         | Yang Shangkun                          | 1991             |
| Aug. 1991     | Michael Lightowler        | [ 3 ] | Paul Keating                      | Yang Shangkun                          | Feb. 1996        |
| Feb. 1996     | Ric Smith                 | Januar 2001 bis Oktober 2002 Botschafter in Jakarta, November 2006 Ruhestand. | John Howard                       | Jiang Zemin                            | Feb. 2000        |
| Feb. 2000     | David Irvine              | | John Howard                       | Jiang Zemin                            | März 2003        |
| März 2003     | Alan Thomas               | Wurde im März 2004 angewiesen sein Akkreditierungsschreiben in Pjöngjang vorzulegen. | John Howard                       | Hu Jintao                              | Jan. 2007        |
| Feb. 2007     | Geoff Raby                | [ 4 ] | Kevin Rudd                        | Hu Jintao                              | Aug. 2011        |
| 8. Aug. 2011  | Frances Adamson           | | Julia Gillard                     | Hu Jintao                              |                  |